# Partido judicial de Villena
El partido judicial de Villena es uno de los trece partidos judiciales de la provincia de Alicante, Comunidad Valenciana; en concreto se trata del partido judicial n.º 7 de la provincia de Alicante.
El ámbito territorial, que viene regulado por el Real Decreto 529/1983, de 9 de marzo, comprende los municipios de:
- Benejama
- Biar
- Campo de Mirra
- Cañada
- Salinas
- Sax
- Villena